# Red za zasluge
Red za zasluge osnovan je kao "vidljiv znak priznanja za zasluge stečene u miru i u ratu za hrvatski narod i Nezavisnu Državu Hrvatsku". Red je imao dva obilika: jedan, namijenjen kršćanima, imao je oblik križa krstionice kneza Višeslava (oko 800.), a drugi, u obliku "bosanskog ljiljana", a dodjeljivao se muslimanima. Način nošenja vrpce bili su jednaki za kršćane i muslimane. Velered se nosio na lenti prebačenoj s desnog ramena na lijevi bok, gdje je vrpca bila složena u vezanku (mašnu). Osmerokraka srebrna zvijezda nosila se na lijevoj strani grudi.
Red za zasluge 1. stupnja sa zvijezdom nosio se na lentici ispod vrata, s manjom srebrnom zvijezdom na grudima. Žene su nosile lenticu složene u vezanku, koja se iglom pričvršćivala na odjeću. Red 1. stupnja nosio se bez zvijezde, na isti način kao i Red 1. stupnja sa zvijezdom.
Red za zasluge 2. stupnja nosio se bez vrpce, pričvršćen na lijevoj strani grudi.
Red za zasluge 3. stupnja nosili su muškarci na trokutastoj vrpci, a žene na uskoj vrpci složenoj u vezanku. Zanimljivo je pritom, da je Red za zasluge 3. stupnja za žene manji od istog stupnja za muškarce.

## Istaknuti nositelji
- Filip Popp (1893. – 1945.), biskup Evangeličke Crkve u Hrvatskoj

## Poveznice
- Odlikovanja NDH